# Sanami Suzuki
Sanami Suzuki (japanska: 鈴木 小波?, Suzuki Sanami) är en kvinnlig japansk serieskapare. Hon använder ibland även namnet Seigo Mamiya (japanska: まみや せいご?, Mamiya Seigo).

### Längre verk
- Bokutachi no ijinden (僕達の偉人伝?) (publicerad i Shōgaku rokunensei 2005, ej utgiven i samlingsvolym)
- Yume no tobira (夢の扉?) (publicerad i Shōgaku rokunensei 2005–2006, ej utgiven i samlingsvolym)
- Chōnō kakusei brain revolution (超脳覚醒ブレイン☆レボリューション Chōnō kakusei burein reboryūshon?) (publicerad i Shōgaku rokunensei 2007, ej utgiven i samlingsvolym)
- Gregory horror show another world (GREGORY HORROR SHOW アナザーワールド Guregorii horā shō anazā wārudo?) (publicerad i Morning 2007–2008, 1 samlingsvolym)
- Netghost Pipopa (ネットゴーストPIPOPA Nettogōsuto Pipopa?) (publicerad i Kerokero ace 2008–2009, 2 samlingsvolymer)
- Akujiki (アクジキ?) (publicerad i Kerokero Ace 2009–2010, hittills en samlingsvolym)
- Monogatari no zemmai (物語のゼンマイ?) (publicerad i Gakuman plus sedan 2010, ej utgiven i samlingsvolym)
- Sekai no mikata (セカイのミカタ?) (publicerad i Young king ours 2010–2011, 2 samlingsvolymer)
- Black rock shooter innocent soul (ブラック★ロックシューター イノセントソウル Burakku rokku shūtā inosento souru?) (publicerad i Young ace sedan 2011, ej utgiven i samlingsvolym)

### Noveller, ej utgivna i samlingsvolym
- Suparobo taisenryaku (スパロボ大戦略?) (medföljde den fullständiga specialutgåvan av tv-spelet Super robot taisen F från 1999)
- Narikiri doki hōten (なりきりドキ・ホーテン?) (publicerad 2002 i Veckotidningen Shōnen sunday super (週刊少年サンデー超 Shūkan shōnen sandē sūpā?))
- Paipanic (パイパニック Paipanikku?) (publicerad 2002 i Shōnen sundays särskilda extranummer R (少年サンデー特別増刊R Shōnen sandē tokubetsu zōkan R?))
- Lilo & Stitch (リロ・アンド・スティッチ Riro ando Sutitchi?) (publicerad 2003 i Comic bombon)
- Fyrrutsserien Disney cuties (Disney Cuties4コマ漫画 Disney cuties yonkoma manga?) (publicerad 2004–2005 i två nummer av Disney fan rise (ディズニーファン・リセ Dizunii fan rise?))
- Shōsetsu ōji (小説王子?) (publicerad i Shōgaku rokunensei i två nummer från 2007)
- Matchi shōjo (燐寸少女?) (publicerad 2007 i Mornings extranummer Mandala (モーニング増刊号MANDALA Mōningu zōkangō Mandara?))
- Jijii no tō (じじいの塔?) (publicerad 2009 i Nikkei architecture (日経アーキテクチュア Nikkei ākitekuchua?))
- Kokorojiki (ココロジキ?) (publicerad 2009 i Mornings extranummer Mandala)
- ∀KB48 (publicerad 2010 i två nummer av Gundam ace)